# アンテフ2世
アンテフ2世（Intef II）は、エジプト第11王朝のファラオである。在位は紀元前2112年から紀元前2063年。即位名はアンテフ、誕生名はサラー　アア　アンテフ（ラーの息子　偉大なアンテフの意）、ホルス名はウアフアンク（この世の強きもの、落ち着いた生命の意）である。
北の第10王朝、ヘラクレオポリス勢力と領土をめぐって争っていた。
アンテフ2世の戦いにより、国境は広がっていった。国境はテーベより北の第10ノモス付近である。